# Зальцбургское курфюршество
Зальцбургское курфюршество (нем. Kurfürstentum Salzburg, Kursalzburg) — курфюршество в составе Священной Римской империи, существовавшее в 1803—1805 годах.
Курфюршество было создано в рамках германской медиатизации из бывшего Зальцбургского архиепископства для Фердинанда III, бывшего Великого герцога Тосканского, у которого Наполеон I отнял земли и создал на них Королевство Этрурия. Территория курфюршества включала в себя земли прежнего архиепископства, а также части территорий бывших Пассауского епископства, Айхштетского княжества-епископства и Берхтесгаденского пробства. В 1805 году, в соответствии с условиями Пресбургского мира, та часть территории курфюршества, которая ранее была архиепископством, вошла в состав Австрийской империи, а Айхштет и Пассау достались Баварии; Фердинанд III получил в качестве компенсации Великое герцогство Вюрцбург.

## История
В 1800 г. в ходе войны второй коалиции территория княжества-архиепископства была оккупирована французскими войсками, в результате чего архиепископ граф Иероним фон Коллоредо бежал в Вену. Увеличенное за счёт Берхтесгаденского пробства и части территорий княжеств-епископств, Айхштет и Пассау, оно было реорганизовано в курфюршество Зальцбург для младшего брата императора Священной римской империи Франциска II Фердинанда III Габсбург-Лотарингского.
Фердинанд владел Великим герцогством Тосканским до 1801 года, когда императору Франциску по Люневильскому договору пришлось уступить власть над Тосканой Франции и Людовику Бурбон-Пармскому. Великий герцог был в хороших отношениях с Наполеоном и в декабре 1802 г. добился себе компенсации за счёт архиепископства. Секуляризация была завершена, когда 11 февраля 1803 г. Коллоредо подал в отставку в пользу Фердинандаа. Две недели спустя, территория княжества была секуляризована в рамках немецкой медиатизации.
Фердинанд основал медицинский факультет Зальцбургского университета и поручил выдающемуся педагогу Францу Михаэлю Фирталеру провести реформу образования. Он также приказал улучшить дороги через горные перевалы в Бадгастайн, Санкт-Иоганн-им-Понгау и Радштадт, в то время как его экономические реформы вызвали сопротивление со стороны зальцбургских гильдий. Когда в октябре 1805 г. на территорию курфюршества в рамках войны третьей коалиции снова вошли французские войска, Фердинанд был вынужден покинуть свою резиденцию и уехать в Вену.
После сокрушительного поражения Австрии в битве при Аустерлице Зальцбургское курфюршество было распущен Прессбургским миром от 26 декабря 1805 г. Земли бывшего архиепископства с Берхтесгаденом перешли к Австрии, а территории Айхштета и Пассау — к Баварскому королевству. Фердинанд снова получил компенсацию в виде Великого герцогства Вюрцбург.
После окончательного распада Священной Римской империи в 1806 году курфюршество было восстановлено как австрийское герцогство Зальцбург, а Франциск к своему титулу императора Австрии добавил титул «герцог Зальцбургский». После войны Пятой коалиции регион перешел к Баварии по Шёнбруннским договору 1809 г., через год будучи включённым в состав округа Зальцах вместе с тирольскими Кицбюэлем, Траунштайном и Рид-им-Иннкрайсом.
Зальцбургский регион был окончательно разделен между Австрией и Баварией по Парижскому миру 1814 г. С 1816 года большая часть к востоку от реки Зальцах впоследствии управлялась из Линца в Верхней Австрии, пока в 1850 году не было восстановлено герцогство Зальцбург.